# Karim Coulibaly Diaby
Karim Coulibaly Diaby (* 25. prosinec 1989, Abidžan) je fotbalový útočník z Pobřeží slonoviny, který v současné době hostuje v týmu MFK Karviná z MFK Košice.

## Klubová kariéra
S fotbalem začal ve francouzském Valenciennes FC, jelikož má také francouzské občanství. V týmu se propracoval až do seniorské kategorie, ale hrál pouze za B-tým, a tak se po 3 letech strávených pouze v rezervě rozhodl pro změnu a podepsal smlouvu s klubem Arras Football. Ani toto angažmá však neslavilo úspěch a mladý útočník se upsal slovenskému klubu MFK Košice, který je jeho prvním zahraničním angažmá v kariéře. V únoru 2014 odešel na hostování do slezského druholigového týmu MFK Karviná.